# Paraduba
Paraduba is een geslacht van vlinders in de familie Lycaenidae (kleine pages, vuurvlinders en blauwtjes). De wetenschappelijke naam van het geslacht werd voor het eerst geldig gepubliceerd in 1906 door George Thomas Bethune-Baker.
De typesoort is Paraduba owgarra Bethune-Baker, 1906, de enige soort die Bethune-Baker tegelijk met het nieuwe geslacht benoemde.

## Soorten
- Paraduba mastrigti Cassidy, 2003
- Paraduba metriodes Bethune-Baker, 1911
- Paraduba owgarra Bethune-Baker, 1906
- Paraduba siwiensis Tite, 1963
- Paraduba tenebrae Tennent, Müller & Peggie, 2014[1]